# قرار مجلس الأمن التابع للأمم المتحدة رقم 2023
قرار مجلس الأمن التابع للأمم المتحدة رقم 2023، المتخذ بالإجماع في 5 ديسمبر 2011.

## القرار
وإذ يساوره القلق إزاء احتمال استخدام قطاع التعدين الإريتري كمصدر مالي لزعزعة استقرار منطقة القرن الأفريقي، عزز مجلس الأمن نظام الجزاءات المفروضة على البلد لمنع صناديق التعدين من المساهمة في انتهاكاته المستمرة لتلك التدابير.
وإذ اتخذ المجلس القرار 2023 (2011)، بموجب الفصل السابع من الميثاق، بتصويت 13 لصالحه مقابل لا شيء وامتناع عضوين عن التصويت (الصين والاتحاد الروسي) وطالب المجلس إريتريا بوقف جميع الجهود المباشرة أو غير المباشرة لزعزعة استقرار الدول وقرر أن «تتخذ الدول التدابير المناسبة لتعزيز ممارسة اليقظة» في التعاملات التجارية مع قطاع التعدين في إريتريا. وتحقيقا لهذه الغاية، طلب من لجنة الجزاءات بشأن الصومال وإريتريا أن تقوم، بمساعدة فريق الرصد المعني بالصومال/إريتريا، بصياغة مبادئ توجيهية للعناية الواجبة لاستخدامها الاختياري من جانب الدول.
كما أدان المجلس استخدام إريتريا «ضريبة الشتات» المفروضة على الإريتريين في الشتات لزعزعة استقرار منطقة القرن الأفريقي وانتهاك نظام الجزاءات، بما في ذلك عن طريق شراء الأسلحة والأعتدة ذات الصلة لنقلها إلى جماعات المعارضة المسلحة وقرر وقف إريتريا تلك الممارسات. كما قرر أن تتوقف إريتريا عن استخدام الابتزاز والتهديد بالعنف والاحتيال وغير ذلك من الوسائل غير المشروعة لتحصيل الضرائب خارج إريتريا من مواطنيها أو من الأفراد الآخرين المنحدرين من أصل إريتري.

## روابط خارجية
- النص الكامل لقرار مجلس الأمن رقم 2023